# 2014年ソチオリンピックのキプロス選手団
2014年ソチオリンピックのキプロス選手団（2014ねんソチオリンピックのキプロスせんしゅだん）は、2014年2月7日から23日までロシアのソチで開催されたソチオリンピックキプロス選手団の名簿。

## 選手団
- 人員: 選手 2人
- 開会式旗手: コンスタンディノス・パパミカエル

## アルペンスキー
- コンスタンディノス・パパミカエル

男子大回転 (64位、3:13.11)
男子回転 (途中棄権)
- アレクサンドラ・テイラー

女子回転 (棄権)